# Xiong Fei
Xiong Fei (en chino tradicional, 熊飛; en chino simplificado, 熊飞; pinyin, Xióng Fēi; nacido el 21 de octubre de 1987) es un jugador de fútbol chino que actualmente juega para Liaoning Whowin como defensa lateral derecho en la Primera Liga China.

## Carrera
Inicialmente jugaba para el equipo juvenil Wuhan Optics Valley F.C. e incluso se graduó en el equipo senior a inicio de la temporada de 2008. Cuando el equipo se disolvió en 2008, fue contratado por el club de segunda división Nanjing Yoyo, haciendo su debut el 19 de abril de 2009 en un partido de liga contra Guangdong Sunray Cave F.C. terminando en una derrota 1-0. Su rendimiento fue lo suficientemente bueno para obtener un puesto de titular en el equipo y rápidamente mostró su potencial de ataque, a pesar de ser un defensa, cuando anotó su primer gol contra el Nanchang Bayi el 11 de julio de 2009, quedando en un empate 1-1. Después de tener una buena temporada en el Nanjing, sería transferido alequipo de primera división Shanghai Shenhua, donde haría su debut al entrar como sustituto en un partido de liga el 22 de agosto de 2010 en una victoria 1-0 contra Chongqing Lifan. Sin embargo le costó tener mucho tiempo de juego hasta la temporada de 2011 cuando Wu Xi fue empujado al centro del campo y Xiong vio un aumento del tiempo de juego, jugando en doce partidos al final de la temporada.